# السيد حنفي
ولِد الروائي السيد حنفي شحاتة بمحافظة السويس في 13 نوفمبر 1959. كان والده يعمل مهندسًا بحريًا على متن الباخرة 23 ديسمبر. عانى ويلات الحرب ورأى دمار بلده من العدوان الصهيوني. تم تهجيره مع أسرته قسررا لقرية في محافظة المنوفية تسمى سرس الليان، وهناك عانى من الغربة والاغتراب، إلى أن عاد إلى بلده السويس بعد انتصار مصر في حرب أكتوبر 1973.

## البيئة والتعليم
أخيه الأكبر هو الفدائي حلمي حنفي شحاتة، الذي كان يروي له عن العدو الصهيوني وعن بطولات زملائه الفدائيين أعضاء منظمة سيناء، فتشكل وعيه على آثار الحروب والدمار، والغربة وهوانها. في شبابه التحق بالمعهد الديني الأزهري، وقبل أن يُتِم دراسته الثانوية تم اعتقاله بعد إستشهاد الرئيس محمد أنور السادات لإنه كان أحد أعضاء الجماعة الإسلامية في مصر، قضى في المعتقل سنة كاملة وهناك عرف حقيقة الجماعات المنتسبة للإسلام زورًا وبهتانًا، خرج من المعتقل عازمًا على أن يفضح ما عرفه من حقيقتهم. فقرأ الفقه والتاريخ الإسلامي وكل ما يتعلق بالفرق التي خرجت عن عباءة الفكر المتطرف، وكان رأيه «ما أشبه اليوم بالبارحة» فكل ما يقوم عليه الفكر المتطرف اليوم له جذورا تتطابق معه تماما منذ العصور الأولى للإسلام كفكر الخوارج والمعتزلة وغيرهم من الفرق المارقة الضالة.

## المسيرة الأدبية
بدأ الكتابة، وهمه الوحيد هو إعلان زيف الطهر الذي يكتسي به البعض زورا وبهتانا، وكتب أولى رواياته اللعنة عام 2000، وفيها تناول عبدة الشيطان الشرقيين، واتخذ لغة الشعر وموسيقاه ليعبر عن أزمة وطن مطحون تحت أنقاض من يلهون برفاته، وأصدر «سيدة الضياء» سنة 2000 ونشرتها شبكة «روايتي الثقافية» عام 2009، ثم طبعت في المغرب (2017) ومصر (2018) عن دار غراب.
ثم رواية زينة: ترنيمات للوجع (رواية) وفيها تناول أعضاء الجماعات الإرهابية من خلال شخصية رحال في مكان بين الموت والعدم حيث غابة الأكفان المعلقة على الخطايا. ثم رواية أناشيد الإنشطار (رواية) وفيها تم فضح من يرتدون ثياب الزهد وهم يقتلون كل شئ جميل ويسعون لإمتلاك كل شئ.
ثم روايته العملاقة رؤيا ربما يعزفها السيد حنفي (رواية) وهي رواية فارقة عن رواياته كلغة وكذلك استخدام المكان والزمان وشخصيات ما قبل خلق آدم.. عالم عجيب صاغه باقتدار ولغة فارقة. وقد نال جائزة القلم الحر 2014 وجائزة جريدة الجمهورية 2005 وجائزة كتارا للرواية العربية. كان عضوًا في الأمانة العامة لمؤتمر أدباء مصر، واتحاد الكُتاب، ونادي أدب محافظة السويس.

## مقدمة رواية زينة
قدم الرواية الناقد الدكتور ثائر العذاري بهذه المقدمة:

#### تقديم
حين تحدث { رينيه ويليك } في كتابه المشترك مع { أوستن وارن } الموسوم بـ { نظرية الأدب } عن نظرية الأنواع الأدبية. عبر عن إحساسه بتداخل الأنواع، حتى لا يكون من السهل التمييز بينها، وتنبأ بانهيار النظرية أعاجلا أن آجلا.
وبعد أكثر من نصف قرن على تلك النبوءة، نعيش اليوم عصرا تصبح فيه المعضلة أكثر تعقيدا، فبينما كان { ويليك } يجد صعوبة في التمييز بين الأنواع، نجد نحن استحالة ذلك، بل لقد اختلطت الأجناس ذاتها { النثر والشعر } وأصبحنا مضطرين لاستخدام كلمة { نص } لوصف عمل أدبي لا نتمكن من نسبته إلى نوع أو جنس محدد..
{ زينة } عمل أدبي تختلط فيه الأنواع والأجناس، فالكاتب يوظف تكتيكات الرواية والمسرحية معا، ويصوغ أفكاره معتمدا خيالا شعريا مصوغا بلغة شعرية، ليقدم لنا عملا أدبيا لا نستطيع نسبته إلى أي من هذه الفنون الثلاثة، ولأن عنصر السرد غالب فيها فسنسميها رواية تجوزا.
صممت بيئة الرواية بتكنيك شعري، فالمكان الرئيسي فيها يقع على الحدود بين الحياة والموت، انه المكان الذي يدخله الموتى حال مغادرتهم الحياة وقبل دخولهم { حياة الأموات الأبدية } , ولهذا فالمكان عبارة عن رمال ليس فيها أية معالم سوى الأكفان المعلقة في الفضاء، وفي هذا المكان الوحيد يدور حوار الشخصيات الذي يرسم صورا لمدن كانت تعيش فيها شخصيات الرواية قبل موتها، والقارئ يتعرف على تلك الصور من خلال تكنيك flashback الذي تمر به الشخصيات على التوالي.
غير أن البيئة الرملية التي تشبه البرزخ الذي تحدثنا عنه المأثورات الدينية تبقى لها السيادة على السرد، ليبقى الرمل والتصحر والأكفان ورائحة الموت صيغة رئيسة للرواية.
وهذه الهيمنة للمكان الواحد تقرب العمل من المسرحية، فأي مخرج مسرحي لن يحتاج لأن يبذل جهدا كبيرا لإخراجها مسرحية بفصل واحد، فالمكان واحد والحوار المسرحي محدد وجاهز للحفظ.
في الرواية أربع شخصيات رئيسية لها حضور محدد في مجرى السرد { رحال } الراوي { زينة } بطلة الرواية { الأخر } و { فؤاد } . وهناك شخصيات أخرى ترسم من خلال الحوار مثل { ضياء } صديق فؤاد و { سعيد الجنوبي } زوج زينة وغيرهما، وهناك شخصيات جماعية هي شخصيات { العازفين } التي تشبه الكورس في تكنيكات المسرح.
والجدير بالملاحظة فيما يخص شخصيات الرواية أنها في الغالب ليس لها أسماء فـ { الآخر } لا نعرف اسمه و { الرحال } ليس اسما حقيقيا و { زينة } ذاتها مشكوكا في اسمها ووجودها أصلا.
وفي معظم أجزاء الرواية تظهر الشخصيات بدون ملامح، بحيث يصعب التعرف عليها وهذه ثيمة مهمة تخدم البنية الجمالية فضلا عن إرشادها القارئ إلى الثيمة الرئيسية التي يريد الكاتب إيصالها في النهاية.
يبني الكاتب سرده بطريقة غاية في التعقيد. فكل أحداث الرواية الأساسية تصلنا عبر الحوار الطويل بين الشخصيات الرئيسة وأحيانا عبر حوار لشخصيات غائية من خلال تكنيك flashback الذي تمر به تلك الشخصيات، ولكن ينبغي أن ينتبه القارئ إلى أن كل تلك الحوارات تصلنا عن طريق الراوي { رحال } , ولذلك فإن الأحداث تمر بمرشح واحد عن طريق البنية:
{ قال الرحال: ...................... }
فسيفرض الراوي علينا سلطة رؤيته، أو مرشحين عن طريق البنية 
{ قال الرحال قالت زينة: ................... }
فتمر الأحداث عبر رؤيتين متعارضتين، وأحيانا ثلاثة مرشحات 
{ قال الرحال قال فؤاد قال الحكيم:........................... }
هكذا تصبح الحقائق هلامية لا شكل لها ولا وجود، متناثرة بين رؤى الشخصيات المتداخلة، وهذا هدف فني وموضوعي من أهداف الكاتب كما سنبين لاحقا.
تعرض الرواية في حبكتها صورا شعرية للتجربة الإنسانية الدائبة في البحث عن بنية اجتماعية مثالية. فهناك المجتمع { الشيوعي } الذي جاء منه فؤاد، والمجتمع المعسكر الذي جاء منه رحال، والمجتمع الإسلامي الذي نرى فيه الشيخ حسن والعم عبد المقصود، أما زينة فهي العامل المشترك بين كل مجتمعات الرواية، فهي موجودة فيها جميعا لكنها غامضة مجهولة والكل يطلبها ويبحث عنها.
وإذا كانت زينة رمزا للحقيقة الضائعة، فقد ظهرت الحقيقة إذن في هذه الرواية بصورة عاهرة فاتنة مراوغة يظن الجميع أنهم ضاجعوها، لكنها في النهاية ليست ملكا لأي منهم.
وسيرى القارئ كيف سيكون من الصعب عليه تحديد موقف وجداني من زينة، فهو سيكون منجرا وراء شخصيات الرجال في الحكم النهائي عليها بأنها امرأة بلا قلب تبتغي اللذة المادية منهم ثم تنبذهم بغير رحمة، وبعد قليل يجد نفسه متعاطفا معها في إحساسها بالظلم وبحثها الدائب عن شاعرها، وهذه غاية من غايات الرواية. زينة هي الحقيقة الضائعة التي نحب الوصول إليها لكنها أبدا تفلت من بين أيدينا في اللحظة التي نظن أننا أمسكنا بها.
وبعد فإن "زينة" ليست رواية تقليدية، فهي عمل فكري فوق كونها عملا فنيا ممتعا، لقد ذكرني مشهد البرزخ بصورة { اليوت } في الأرض اليباب التي أظهر فيها الناس العابرين على جسر لندن كحشد من الأموات.
طغيان المدنية المعاصرة أدى إلى إلغاء الفردانية والذاتية والوجدان، حتى صار الناس بلا ملامح وبلا أسماء، بل بلا حياة حقيقية، واترك للقارئ البحث عن صورة الله والأنبياء واليهود والمارد الأمريكي والدكتاتورية والمخابرات والاعتقال السياسي والإعدام في ثنايا الرواية التي أتمنى أن يستمتع بقراءتها.
الناقد د. ثائر العذارى

## نقد رواية زينة
كما تحدث عنها الناقد د. كريم ناجي بمقال قال فيه 
الوهم، الحقيقة، الانتهاء،
في رواية (زينة) للروائي المصري السيد حنفي.
تحليل: د. كريم ناجي
زينة: نص يمزج بين الفنون القصصية والمسرح والشعر والسينما. بنيت على أربعة فصول، وكل فصل ٍ يمكن أن يُقرأ بوصفه رواية مستقلة. وتُقرأ الفصول مجتمعة كما هو واقع الحال. وإذا وصفنا النص بأنه رواية، وهو الأقرب له من بين الأجناس الأدبية، فأنها ستكون رواية أفكار ورؤى أكثر منها رواية شخصيات أو أحداث؛ لان سمة الأفكار تطغى عليها، وهي أفكار متداخلة مع بعضها، ولكل فكرة عدة أوجه، ومتداخلة مع بنية سردية معقدة ولغة شعرية تُوهم وتُومِئ وتلمح. ومتداخلة مع وجهات نظر يروي بعضها عن بعض. وهذا التداخل والغموض والإيهام مقصود فنياً ويخدم التوجه العام للنص وثيمته الأساسية. المكان محدودٌ لا ملامح واضحة له، فالمهم هو مكان أو فضاء للوجود الجسدي أو الروحي. والشخوص قلة لأنهم نماذج إنسانية، وأوجه متعددة لحياة الإنسان، أو لأن الرواية تركز على الرؤى والأفكار والعزف على أوتار اللغة.
الرواية لا تقوم على السرد الحكائي بالمفهوم السائد في الرواية، فيها وصفٌ يستخدم الكاتب فيه لغة شعرية فيبلغ بالمتلقي مرحلة الإحساس بما يصف؛ حتى انك تكاد تشم رائحة الملح، وتشعر بألم السياط، وعذابات الشخوص في مواضع، وتشعر بنشوة الحب، وعذوبة اللقاء، وتصاعد الآمال في مواضع أخرى...
وفيها استرجاع وحوار، وتقطيع، ورسم المشهد المعبر... إن هذا التداخل بين الفنون، وهذه الشعرية، وطريقة بناء الرواية، وموضوعها، وعنوانها وعبارة: (ترنيمات للوجع يعزفها السيد حنفي) كلها أمور تشير إلى قصدية الكاتب في كتابة نص أهم ما فيه أن يعبر عن نفسه وإحساسه بما حوله أو لا، وأن ينشد فيه إبداع الجمال المتعدد المصادر بغض النظر عن سمة الجنس الأدبي ثانيا. إنها ليست رواية بالمعنى التقليدي وان وجهات النظر لا تعبر عن الراوي والشخصيات فقط. فالأمر قريب من السيد حنفي، ووجهات نظره وأفكاره ومشاعره وإحساسه بالحياة والناس. ويمكن أن نذهب ابعد من ذلك لنقول: إن أكثر الشخوص هم أوجه لشخصية المؤلف وحياته ورؤاه، وانعكاس لتقلباته مع الزمن وظروف الحياة، ليس بالمعنى الحرفي الواقعي طبعاً ولكن بالمعنى المحاكاتي الفني، فهذه ترنيمات نسمعها وهو العازف المؤثر في صياغتها وإيصالها إلينا.

## فصول رواية زينة
وفيما يلي موجز عن عوالم الرواية في فصولها:

#### الفصل الأول
عالم الانتهاء المر، رمال وأكفان ترتعش، لا ملامح للمكان، لا ملامح للشخوص. 
رحال يجد زينة والآخر؛ الذي يمتطي قطار الوهم. انه مكان بين الحياة والموت، هامت فيه أرواحهم المعذبة الهاربة الباحثة عن الخلاص الباحثة عن الآمال والأحلام الباحثة عن الحقيقة...
وهاهم أمام آخر وجه من وجوه حقيقتهم الهشة الغامضة ؛ هاهم أمام الانتهاء المر والهذيان وفقدان الملامح وكل شيء من معالم الحياة. 
يسترجعون أحداث حياتهم، يجترون ذكرياتهم، يحاولون التحقق منها، يحاولون تفسيرها والربط بين تفصيلاتها.مازالوا متمسكين بالحياة التي رفضتهم، يحاولون استعادتها في الذاكرة، عند نبع الهذيان، وصحراء الانتهاء المر، حيث كل الطرق تؤدي إلى لاشيء، لكنهم لم يجدوا غير صدمات وقسوة ورفض وخيبات وتمرد وفرار وأوهام وغربة وموت تحقق منذ بداية حياتهم. وبعد ذلك لا يجدون حقيقة واضحة لوجودهم السابق على الأرض، ولا يفهمون وجودهم الحالي في عالم الانتهاء، ولم يبق أمامهم إلا أن يتعلموا شيئاً واحدا ؛ يبدو أن المطلوب أن يتعلموا كيف يموتون، لأنهم لم يكتشفوا كيف يحيون، وسوف يدخلون أكفانهم طائعين ليحل الصمت.

#### الفصل الثاني: فؤاد
ابن بلاد العائلة الكبيرة، في حضن جبل فريد تكسوه الأزهار والأشجار، كأنه جنة. 
بعد أن يتعب القارئ من الرمال والأكفان وانعدام الملامح في الفصل الأول -الذي سيُذكر لاحقا لأنه الأخير على مستوى الحكاية- نبدأ مع حكاية جديدة، مع عالم جديد جميل، له ملامح وحدود وصفات، عالم يرأسه (حكيم) وفيه ثلاثة مساكن فقط، عالم يملأه الحب المشاع، حيث لا ملكية. كل شيء مباح للجميع، لكن غريزة التملك ونزعة التمرد تحول هذا العالم إلى جحيم بنظر فؤاد، وتؤدي بهِ إلى المتاعب ثم الفرار، ويدب الخلاف ثم ينتهي ذلك العالم الحلم.

#### الفصل الثالث: زينة
عالم زينة، الأنثى التي تنتظر شاعرها من أول يوم عرفت فيه طعم الحروف ليغني لها ترنيمات وجعها. 
وزينة الأنثى التي تبحث عن رجلها الذي لم تجده، وهي أكثر شخوص الرواية وجوداً، نلمحها في كل مكان، ونراها في كل العيون، وأكثرهم وعيا، إنها تعرف نفسها وتعرف ما تريد، وتبحث عنه، لكن القوة المعاكسة لرغباتها في الحياة ترفضها وتحرمها، فتحاول تحطيم القمر انتقاما من الحياة القاسية، لتسلب النور والجمال ولتحتكره لنفسها، لتصبح الأسطورة والشعلة التي تترامى فراشات الشعراء محترقة عند قدميها، إنها العهر والنقاء، الجرم والحب... إنها تجمع كل المتناقضات. وفي هذا الفصل أيضا نتعرف على عالم (رحال) ابن بلاد الملح، بلاد الظلام والقهر والعسكرة والتسلط واستغلال الإنسان والعبودية والبؤس والحرمان.

#### الفصل الرابع: رحال
العالم الذي يهرب إليه رحال، فيه نور وألوان ومسجد وجماعة يصلون، وفيه الشيخ حسن والشيخ عبد المقصود. فيه تعاون وأمان ومحبة، عالم جميل يشعر انه منتهى الطلب لغريب هارب من بلاد الظلام. لكن النهاية تكشف ان كل ذلك زيف، وإنهم يأمرونه بالقتل ويسوغون له ذلك ويحلونه، فيصدم ويشعر بالخيبة عندما يكتشف زيفهم وفسادهم، لينتهي إلى عالم الانتهاء المر. 
رحال الذي امتهن الفرار، والبحث عن مستقر، رحال أكثر شخص اطلعنا على تقلباته وتنقله في عالم اللا قرار، ويمكن إيجاز حياته ؛ بأنه ولد في عالم يقسو عليه ويحرمه، تعرض فيه للظلم والانتهاك، تمرد، ولكن نتيجة تمردهِ لم تكن تحقيق ما يصبو إليه، وليس أمامه إلا الفرار تخلصا من المعاناة، وبحثاً عن حياة أفضل وحقيقة انصع، ويمر بمواقف يتعرض فيها للسخرية والضرب، ثم يظن انه وجد حلمه في عالم مثالي يحتضنه ويشعره بالحب والأمان. ولكن ترسبات الماضي تشوب سلوكه، والعالم الذي توهم الخلاص فيه لم يكن إلا زيفاً وخداعاً... هذه الخلاصة يمكن أن تقال عن شخصيات الرواية الأخرى ولاسيما فؤاد والآخر. وهما مع رحال وزينة شخوص الرواية الأساسيين. فالإنسان يولد في عالم لا يستقبله بالمحبة ولا يحيطه بالحنان، وكلما كبر كبرت معاناته، يبحث عن تحسين ظروفه فتزداد سوءً. يحلم ويحاول أن يحقق أحلامه فتتحول إلى كوابيس مزعجة، يتمرد يهرب، يتشبث بالحياة لكنها ترفضه، ويبقى لاهثاً مرتحلاً حتى يجد نفسه في عالم الانتهاء المر.

#### الاحتمالات التي يمكن أن تشير إليها تلك العوالم
الفن والأدب واللغة الشعرية والبناء المعقد؛ كلها أمور تمنح النص، أو أي جزءٍ منهُ القدرة على الإشارة إلى أكثر من معنى في آن معاً...وتلك العوالم يمكن أن تشير إلى المراحل الأساسية المتعاقبة في حياة البشرية. ويمكن أن تشير إلى أنظمة في أماكن مختلفة من العالم. ويمكن أن تشير إلى مراحل تعاقبت على منطقتنا العربية في العصر الحديث. 
فعالم فؤاد مثلا نلمح فيه ؛ العصور الأولى لحياة البشر، حيث كل شيء مشاع للجميع. ونلمح جمهورية أفلاطون والمدينة الفاضلة والحلم الإنساني في عالم مثالي. ويمكن أن نلمح فيه الفكرة الشيوعية الماركسية. 
اما عالم رحال فنلمح فيه عصور الإقطاع، والحكومات الدكتاتورية المتسلطة، ويمكن أن نلمح فيه صورة الحكومات الشمولية التي حكمت مجتمعاتنا بعد الاستعمار الأوربي في العصر الحديث.
وعالم الشيخ حسن نلمح فيه التيارات والحكومات التي تستغل الدين ستاراً لتستغل الإنسان وتحل القتل وتبيح الحرمات. 
وتتعدد التفسيرات والمسميات والنتيجة واحدة، النهاية الموت، كل التيارات تسحق الإنسان وتشوه الحقيقة وترسل بنا إلى طريق الانتهاء. فالرواية رواية الإنسان وحياته ومصيره وهذه الحياة ومتناقضاتها التي تؤدي إلى الانتهاء.
الموضوعة الأساسية:
الحقيقة الضائعة، الحقيقة ليس لها شكل ثابت محدد، ليس لها وجه واحد الحقيقة الوحيدة هي نهاية الإنسان من غير أن يحصل على ما يريد.
وللوصول إلى هذه القناعة تقوم هذه الثيمة على ثيمة أخرى وهي فعل المدنية المادية الحديثة ؛ أنها في طريقها إلى سحق حياة الإنسان وتحويل البشر إلى أشباح تمشي على الأرض، وجود البشر يتحول إلى حالة بين الحياة والموت.
فعندما تتحول الوسيلة إلى غاية ، وتتحكم الأموال بالإنسان وتعمل المدنية على سحق الإنسان ، وسلب إنسانيته وتحويله إلى آلة؛ يبدأ الإنسان بالبحث عن الخلاص ، الهروب ، الحقيقة... ولا يجد سوى الانتهاء الصعب. 
كما تحدث عنها الناقد الأستاذ طارق الطوزي قائلا
كانت فتنة التقاء نص شدّني إلى الدهشة، سارعت بالنداء إلى الأستاذ الدكتور ثائر العذاري، اقترحت، فبارك بعد أن استطلع ذاك الزخم...
قلت الفتنة لأني أحسست انقلابا يطرأ؛ تعاضد الاجناس في فعالية استكشافية لقيم الجمال، اللغة في تعددها واتساعها تلامس فعل القراءة المتأملة، حفرية في صور ترجم خنوع العادة...
كنت هناك، أتابع حركة الفعل وهي تعايش زمنا لواقع مشوه يائس لكن بإطار تصويري يحمل رؤيا، تتكسر عندها الهزيمة...
تلك الملامسة لعالم يملؤه السؤال الصوفي، يصدقنا العبارة الماكرة والكاشفة لرعونة الكيان...
كما قلت، كان ندائي، إلى أستاذ فاضل لازم النص قراءة وتأملا، فكان مصدرا آخر فعليا لهذا الحضور المميز جدا...

## وفاته
توفي مساء الأحد 1 نوفمبر 2020 عن عمر يناهز الستين عامًا، تاركًا إرثًا أدبيًا من الروايات والمجموعات القصصية.

## إشادات ونصوص تأبينية
نُشرت مقالات تأبينية عدة؛ منها مقال الشاعر محمد خميس الذي أشار إلى دوره الكبير في سرد حكايات الوطن والألم الإنساني.

## أنظر أيضًا
- الجماعة الإسلامية في مصر
- الإرهاب في مصر
- زينة: ترنيمات للوجع (رواية)